# Günter Ruch

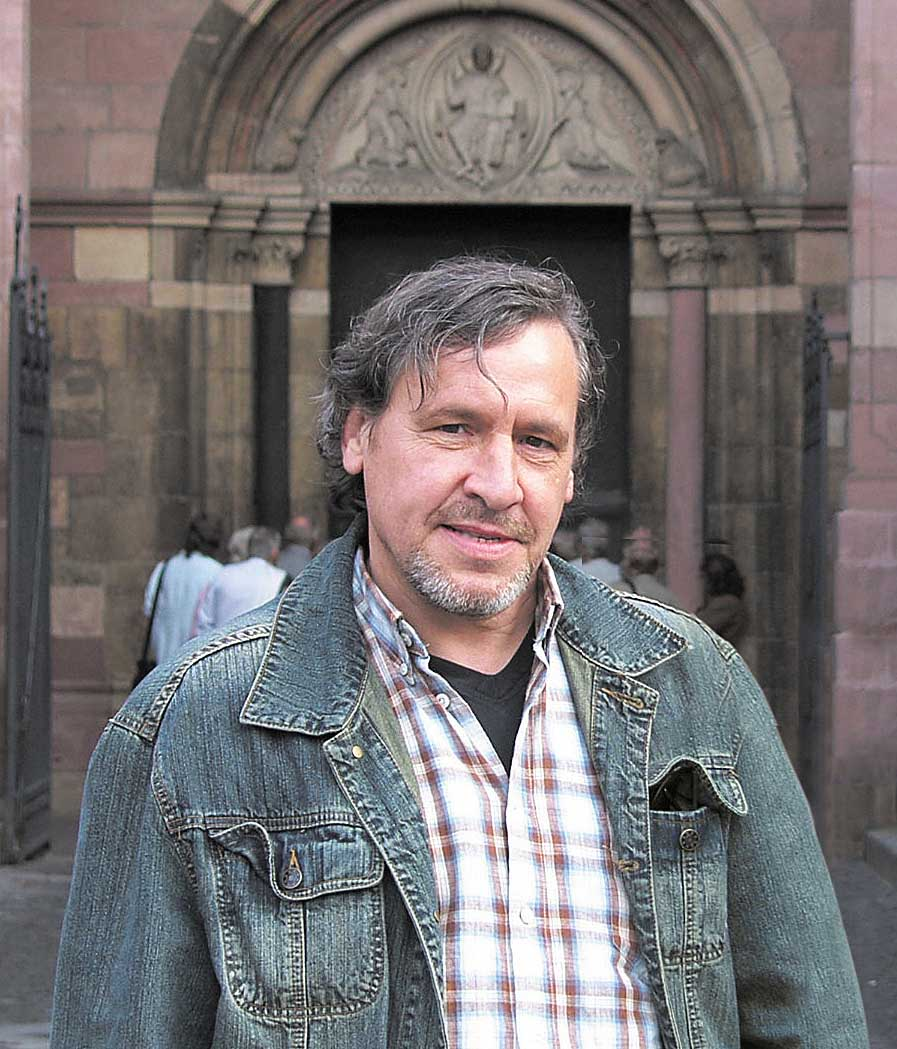
Günter Ruch (2007)

Günter Anton Ruch (* 19. August 1956 in Sinzig, Rheinland-Pfalz; † 18. Dezember 2010 in Bad Neuenahr-Ahrweiler) war ein deutscher Schriftsteller, Journalist  und Verfasser zeitgenössischer, fantastischer und historischer Romane. Er lebte in Bad Neuenahr-Ahrweiler, wo er am 18. Dezember 2010 an Krebs starb.
Ruchs Frühwerk hat vielfach autobiographischen Bezug, so die bislang unveröffentlichten zeitgenössischen Romane Der Parasit (1982, Rheinische Trilogie I), 18, 20, passe … (1987, Rheinische Trilogie II), Der Mann auf dem Berg (1989, Rheinische Trilogie III), Mala (1992), Das Alphabet der Regenwürmer (1995) und Der Enkel (1999).
Günter Ruch war Mitglied im Autorenkreis Historischer Roman Quo Vadis. Von 2005 bis 2010 war er ehrenamtlicher Wikipedia-Autor.
Zeitweise war er als Lokalpolitiker für die FDP aktiv.

## Veröffentlichungen
- 1996: Die Farbe der Nacht. Nitzsche (Fantasy)
- 2002: Genovefa. Rhein-Mosel-Verlag (Historischer Roman)
- 2005: Burg Hammerstein. Club Bertelsmann (Historischer Roman)
- 2006: Die Herrin von Burg Hammerstein. Droemer-Knaur (Historischer Roman)
- 2006: Genovefa. Hörbuch, Verlag TechniSat Digital
- 2007: Gottes Fälscher. Club Bertelsmann (Historischer Roman)
- 2008: Der Krüppelmacher. Verlag Philipp von Zabern, Mainz (Historische Romane von Zabern)
- 2009: Gottes Fälscher. Droemer-Knaur (Historischer Roman)
- 2010: Die Blutkönigin. Verlag Philipp von Zabern, Mainz  (Historische Romane von Zabern)